# Petit Bello
Pour les articles homonymes, voir Bello (homonymie).
Petit Bello est un village du Cameroun situé dans la région de l'Est et le département du Lom-et-Djérem. Il fait partie de l'arrondissement de Ngoura.

## Population
En 1966, Petit Bello comptait 368 habitants, principalement des Baya. Lors du recensement de 2005, on y a dénombré 631 personnes.